# Péry-La Heutte
Pour les articles homonymes, voir Péry.
Péry-La Heutte est une commune suisse du canton de Berne, située dans l'arrondissement administratif du Jura bernois.

## Histoire

Photo aérienne (1950)

### Péry
La première mention de Péry est en 884 où le village s'appelle Villam Bedericam. En 1148, il s'appelait Peril, bien que son nom provienne d'un faux du XIIe siècle. La municipalité était autrefois connue sous son nom allemand Büderich, cependant, ce nom n'est plus utilisé.
En 884, Charles le Gros accorde Péry à l'abbaye de Moutier-Grandval. L'abbaye était propriétaire du village et des terres environnantes jusqu'en 999, année de l'acquisition du village par le prince-évêque de Bâle. Il l'incorpora à la seigneurie d'Erguël et donna le village aux seigneurs de Péry qui régnaient depuis le château de Châtillon, aujourd'hui en ruine, situé sur une colline proche. À partir du XIVe siècle, les levées féodales de Péry faisaient partie de l'armée d'Erguël sous le commandement de Bienne. En 1530, Bienne encouragea le village à accepter la Réforme protestante.
Le village de Rondchâtel était indépendant de Péry jusqu'en 1766. D'après son nom, il est probable qu'un château ait existé sur la colline, mais on en sait peu. Au milieu du XIVe siècle, le prince-évêque de Bâle, Johann II von Munsingen, accorda Rondchâtel à son frère Conrad, huissier de justice ecclésiastique de Bienne de 1340 à 1365. À partir de la fin du XIVe siècle, le fief de Rondchâtel appartenait aux familles de Nans et d'Orsans en Franche-Comté. Ils ont occupé le village jusqu'en 1766, date à laquelle le dernier héritier des familles s'est éteint et le fief est redevenu le prince-évêque. Le prince-évêque a ensuite loué Rondchâtel à la communauté de Péry.
Après la victoire française de 1797 et le traité de Campo Formio, Péry fait partie du département français du Mont-Terrible. Quelques années plus tard, il est intégré au département du Haut-Rhin. Après la défaite de Napoléon et le Congrès de Vienne, Péry est affecté au canton de Berne en 1815.
L'église du village de St. James a été mentionnée pour la première fois en 884. Après la conversion du village à la nouvelle religion réformée en 1530, l'église est devenue une église réformée. L'église actuelle a été construite en 1706 autour d'un noyau d'un bâtiment plus ancien et gothique. À un moment donné, elle est devenue l'église paroissiale de la paroisse de Péry. Vauffelin faisait partie de la paroisse de 1798 à 1840. Une chapelle catholique romaine a été construite dans le village en 1906.
Le prince-évêque de Bâle, Johann Franz von Schönau-Zell (évêque 1651-1656), construisit un haut fourneau à La Reuchenette en 1654. En 1693, il vendit le poêle à la famille Chemilleret, qui le conserva jusqu'à la mort de leur dernier héritier en 1756. En 1782, le site comprenait une forge, une maison et une auberge. Après l'invasion française, il a été déclaré trésor national et la propriété féodale a été supprimée. La compagnie Forges d'Undervelier a repris l'exploitation du site jusqu'en 1867, date de sa fermeture. 
Le chemin de fer Biel-Les Convers a ouvert ses portes en 1874 et encouragé la croissance industrielle et de la population. La chaux et la cimenterie de Rondchâtel (1874), l’usine de pâte Biberist (1882) et une succursale de la cimenterie de Rondchâtel à La Reuchenette (maintenant Ciments Vigier SA) ont toutes contribué à la prospérité de la commune. Le fabricant de montres  Dreyfus Frères SA de Bienne a ouvert une succursale en 1903 à Péry. Cette société, appelée Péry Watch, n’a pas survécu à la crise financière des années 30. Le bâtiment a été transformé en 1934 en une usine produisant des rubans, des pochoirs et du papier carbone pour machines à écrire, sous le nom de Carfa SA. Carfa est resté actif jusqu'en 2003. En 2005, un peu plus de la moitié des emplois de la municipalité étaient dans le secteur manufacturier.

### La Heutte
La Heutte a été mentionné pour la première fois en 1393 en tant que « Hütte ». Il a été appelé pour la première fois par son nom actuel en 1727.
Une « hutte de verre » ou verrerie a été mentionnée dans la région comme faisant partie du fief de la famille d'Orsans en 1370. Bien qu'un village n'ait pas été mentionné à cette époque, en 1393 un village s'était développé autour de la verrerie. Cela faisait partie de la seigneurie de Erguel dans le diocèse de Bâle. Cela faisait partie de la paroisse de Péry. La Heutte a donc adopté la réforme protestante en 1530, lorsque Bienne a converti toute la paroisse de Péry à la nouvelle religion. Au XVIIIe siècle, Bienne essaya d'étendre son pouvoir, ce qui provoqua de fréquents conflits avec les villages voisins, y compris La Heutte.
La première verrerie, située à Le Van, au nord du village, date d'avant 1370. Une autre verrerie a ouvert ses portes dans la vallée à la fin du XVe siècle et est restée en activité jusqu'au début du XVIIe siècle. Entre 1650 et 1750, le village s'est étendu vers la Suze à mesure que la population augmentait. Une industrie de la poterie florissante et un grand moulin se sont développés le long de la rivière. La première école fut construite en 1839. En 1876, une gare fut construite dans le village, ce qui favorisa la croissance de l'industrie horlogère. Deux ans plus tard, l’usine de montres Ammann a ouvert ses portes dans l’ancienne usine Bendit. En 1895, l'Urania Watch Company remplaça Ammann dans l'usine. En 1938, elle est remplacée par l'usine de tréfilage Weber Pendant un boom horloger entre 1950 et 1974, de nombreux petits ateliers de fabrication de montres et de pièces d'horlogerie s'ouvrent dans le village. L'autoroute A16 a relié La Heutte à Bienne en 1985, transformant le village en une communauté de chambres à coucher.
En 1995, une douzaine de traces de dinosaures à trois doigts ont été découvertes dans la municipalité.

### Fusion
Le 30 mars 2014, les habitants des communes de Péry et  La Heutte acceptent la fusion de leurs communes. La nouvelle commune, appelée Péry-La Heutte, est effective depuis le 1er janvier 2015.

## Infrastructures et transports

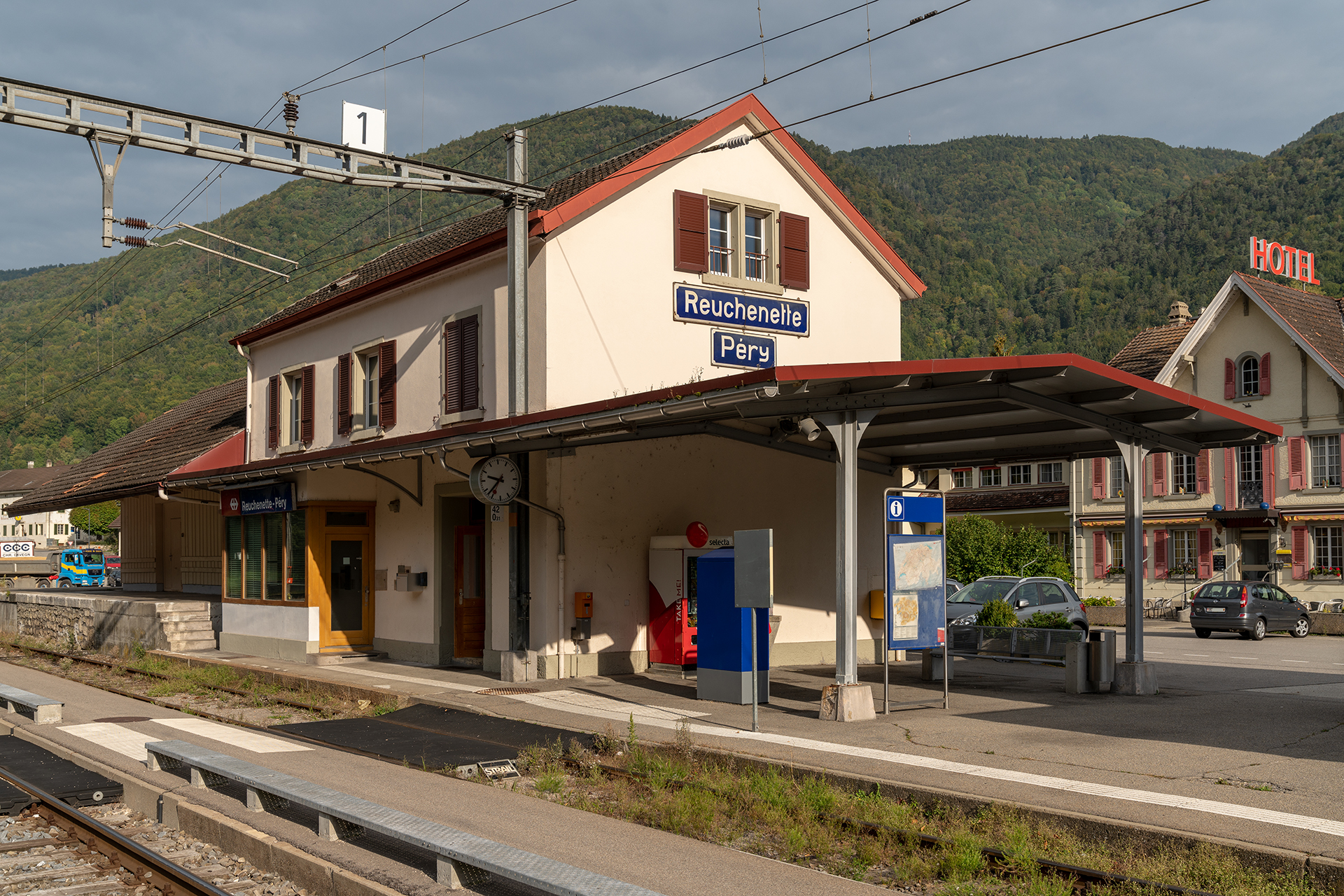
La station de Reuchenette-Péry

Péry-La Heutte est desservie depuis la gare de Reuchenette-Péry et la gare de La Heutte sur la voie ferrée Bienne-La Chaux-de-Fonds.

## Images

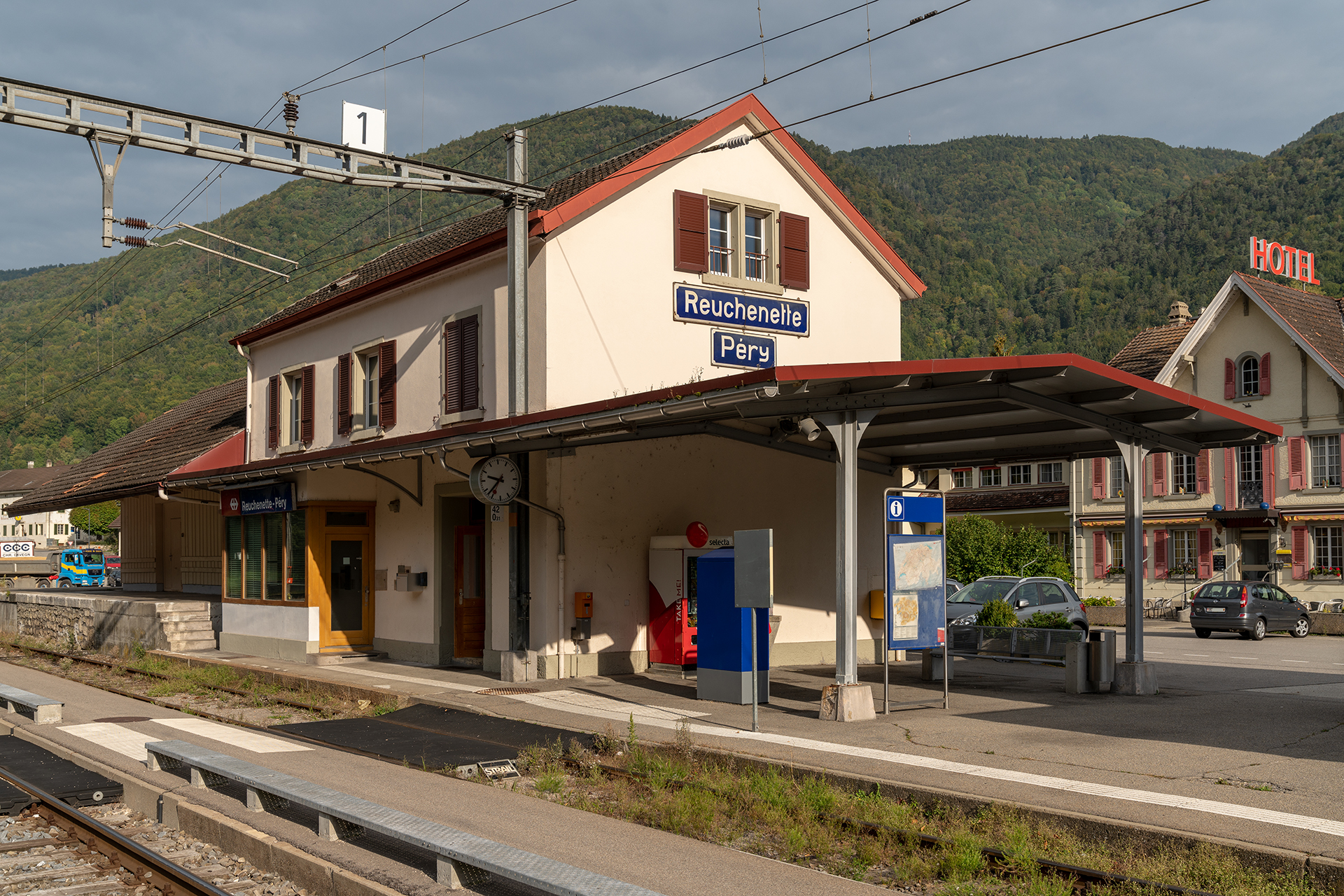
Gare CFF
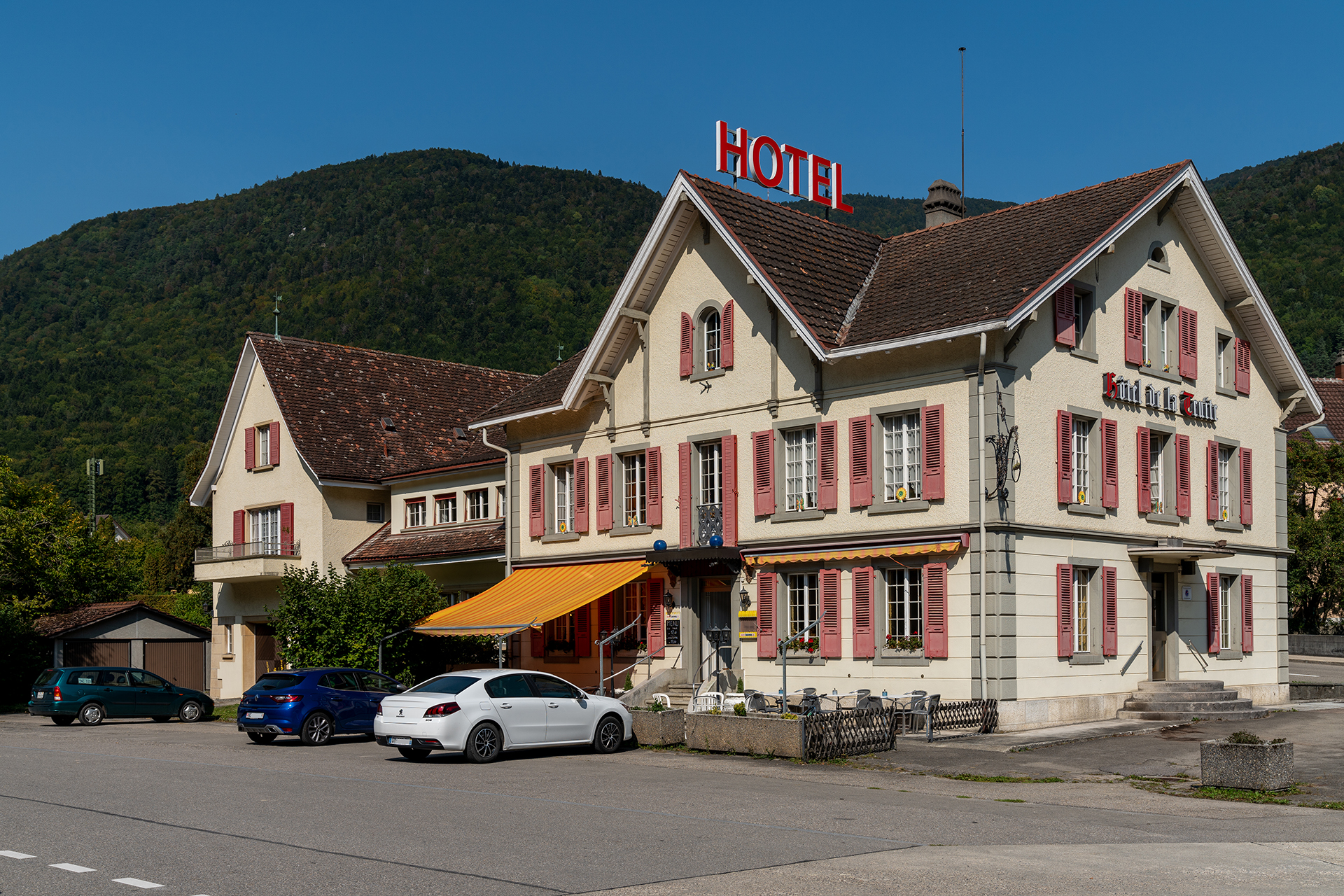
Hôtel de la Truite
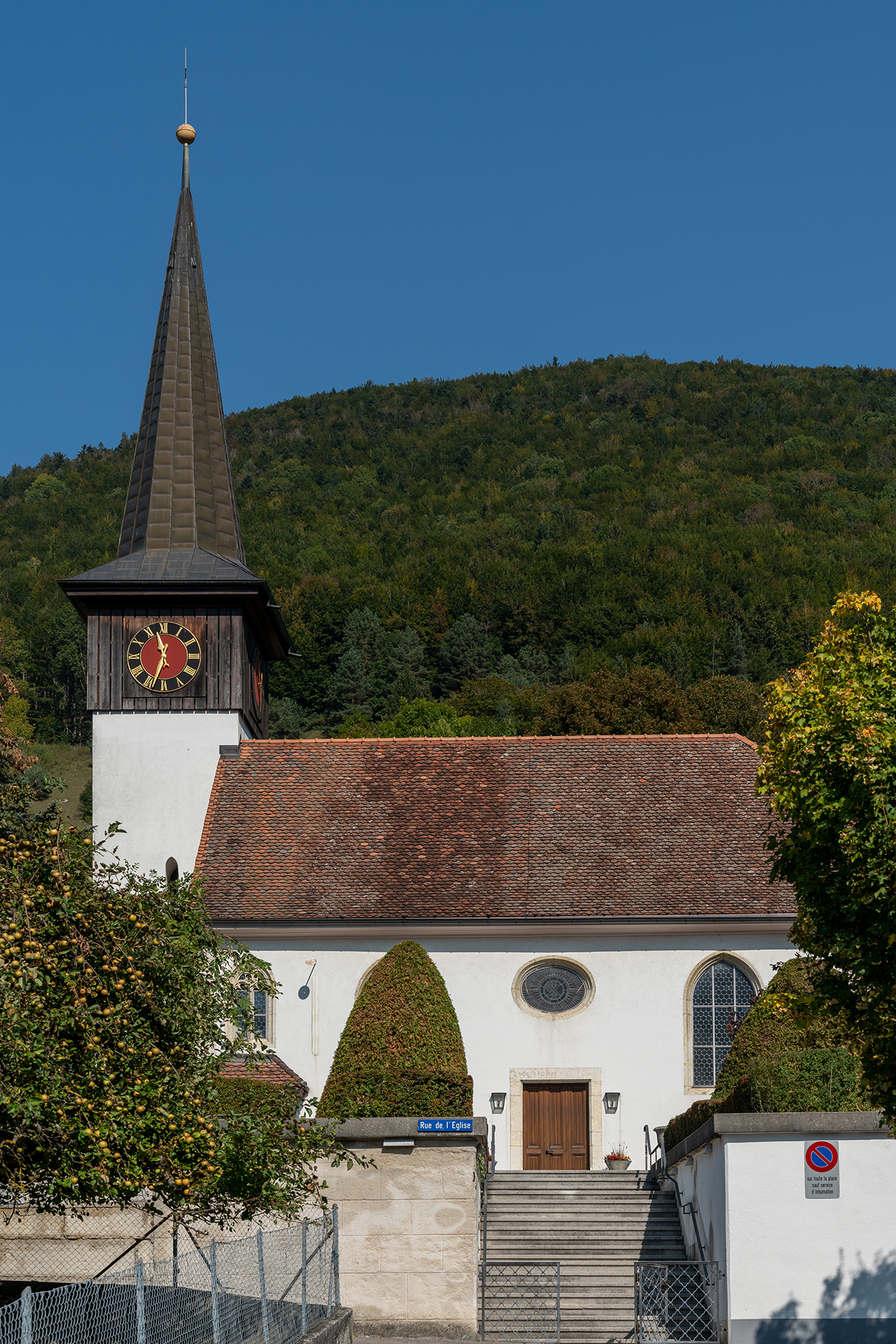
Église reformée
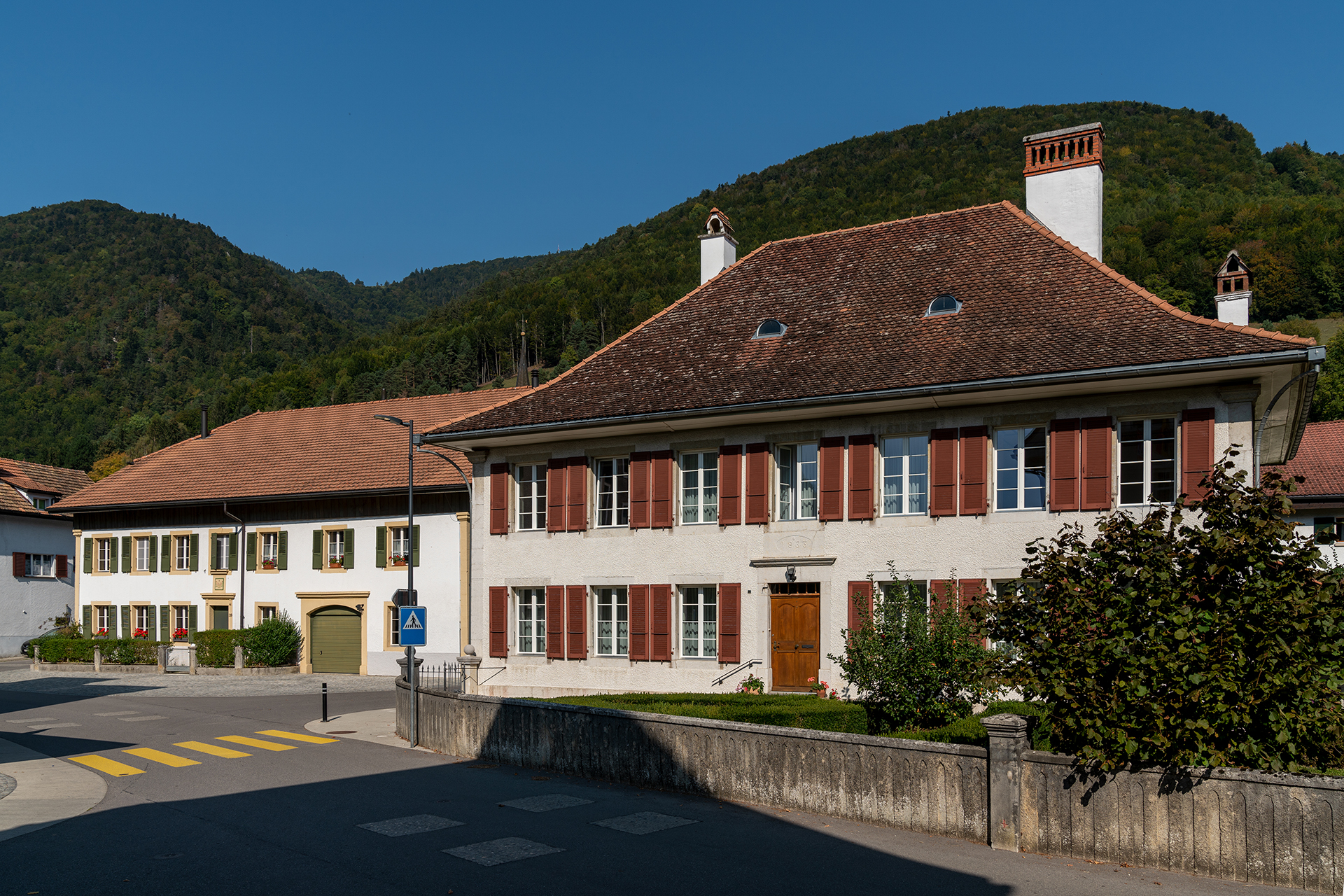
Prèsbytère
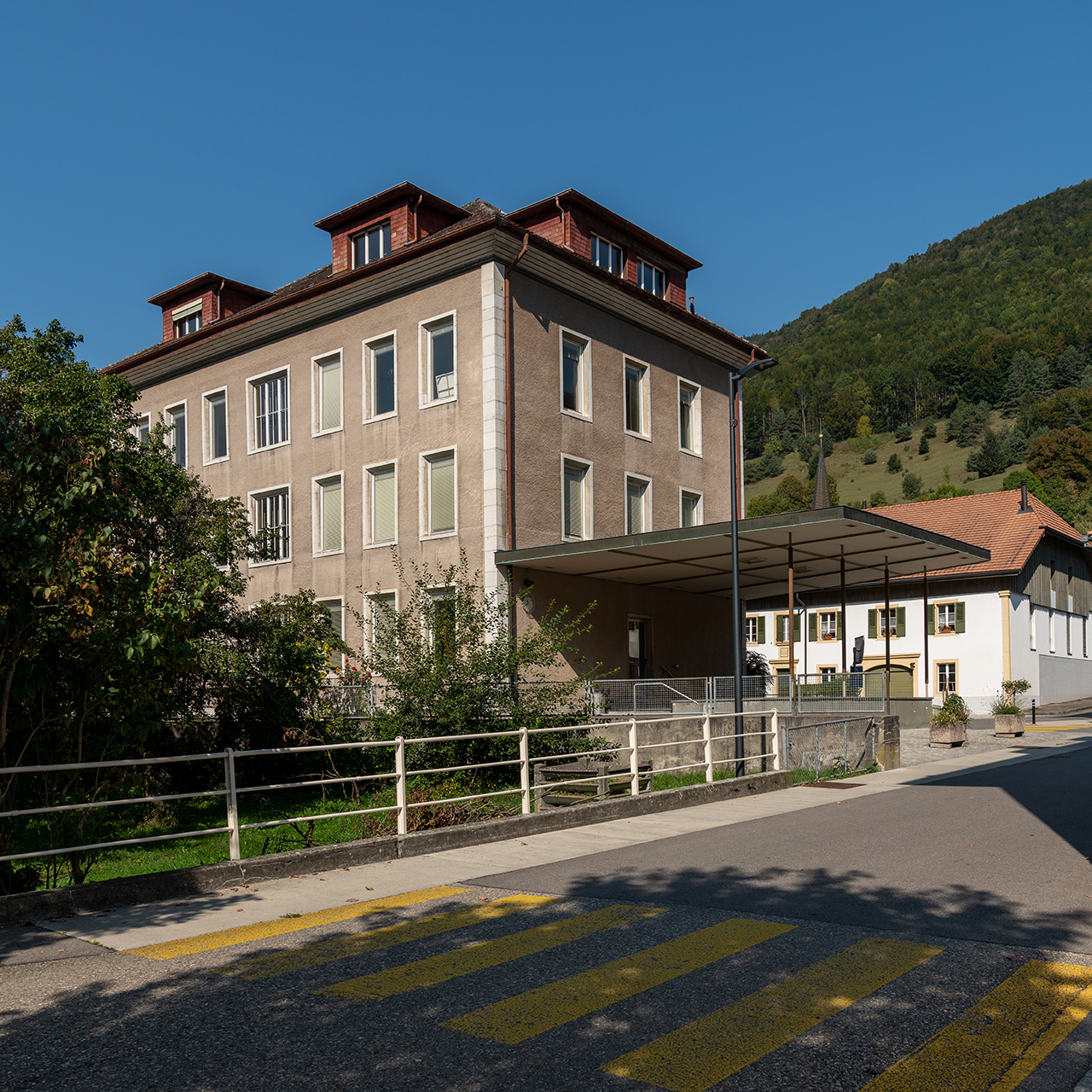
Le vieux collège
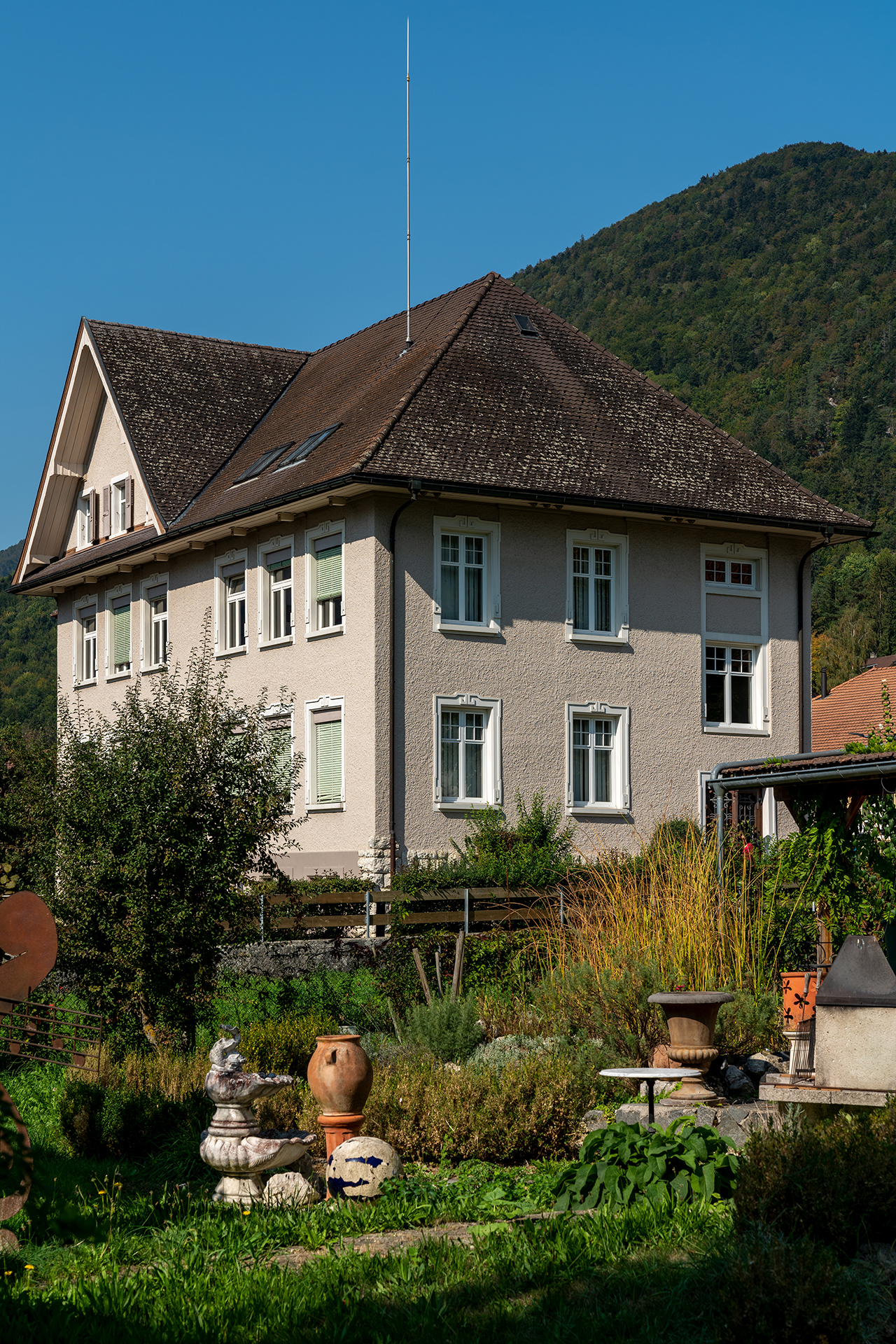
Mairie
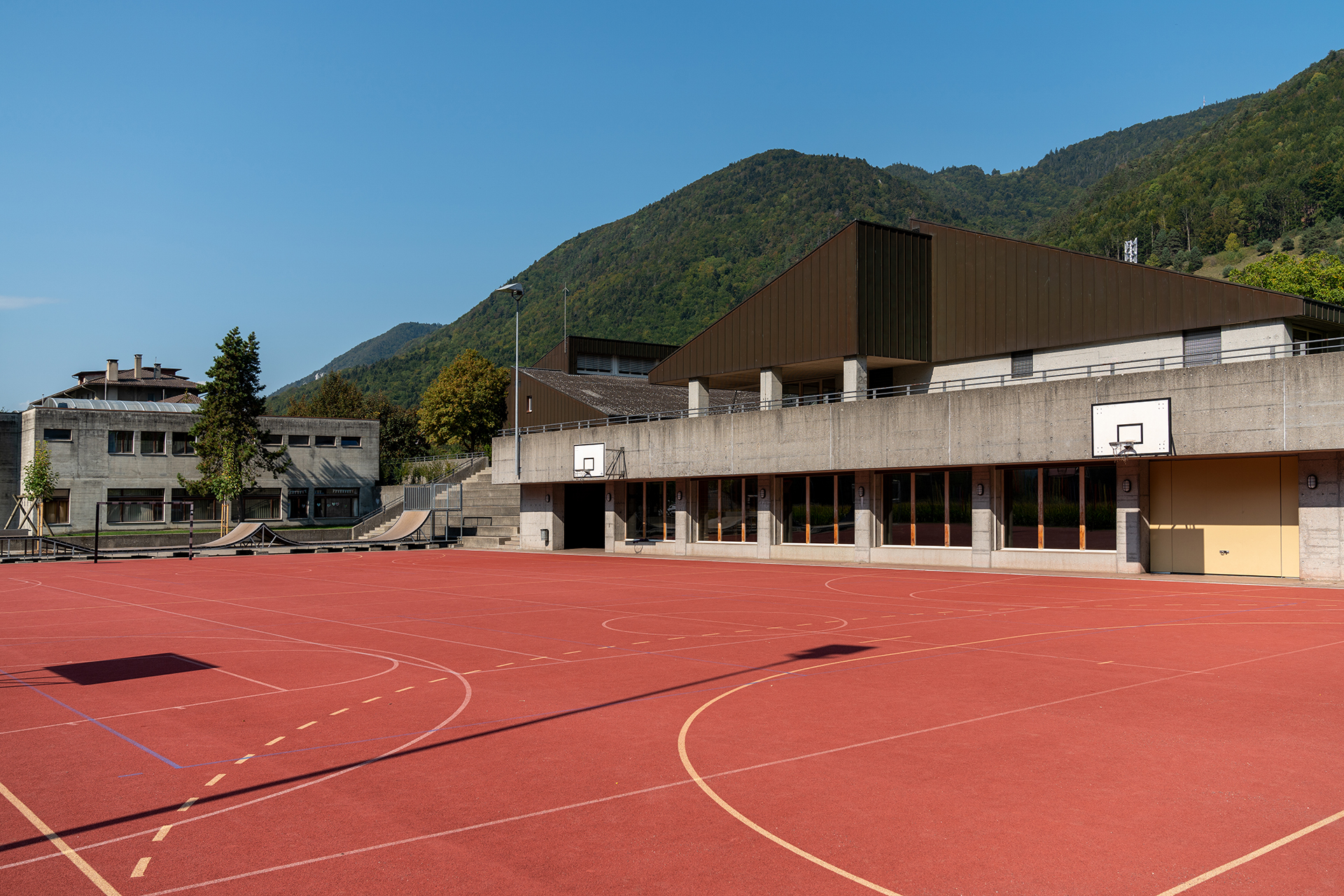
Cour du nouveau collège
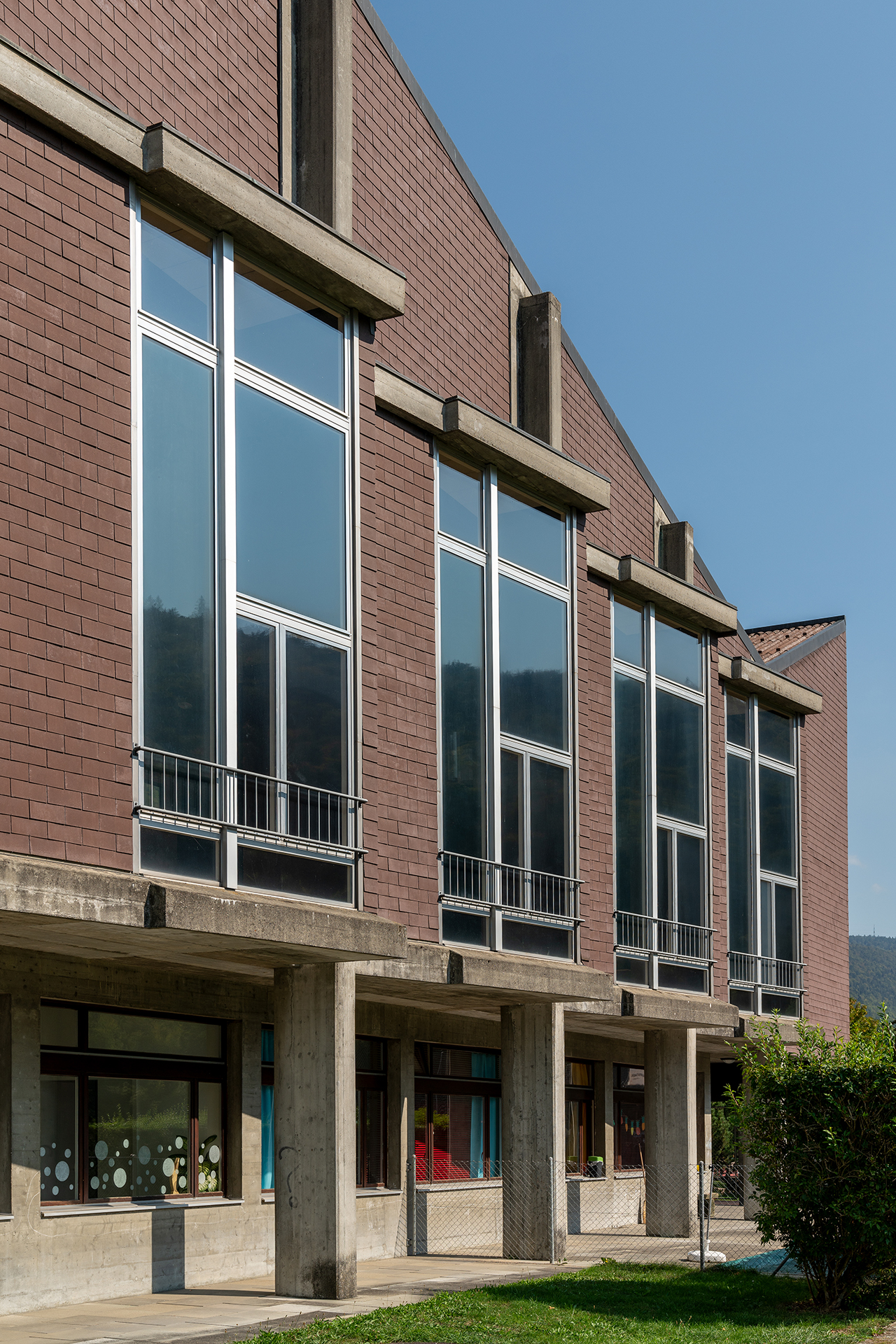
Centre communal
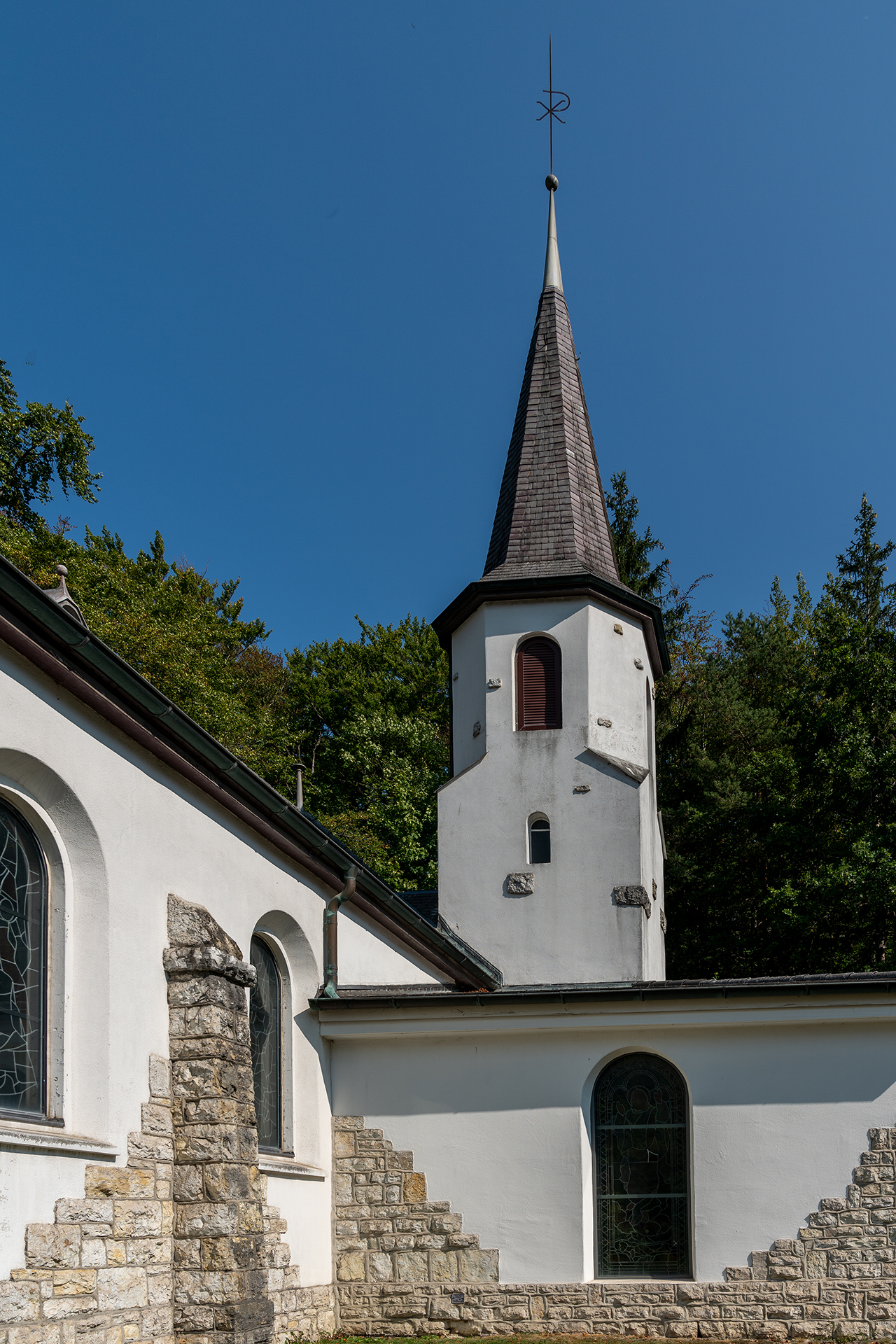
Église catholique
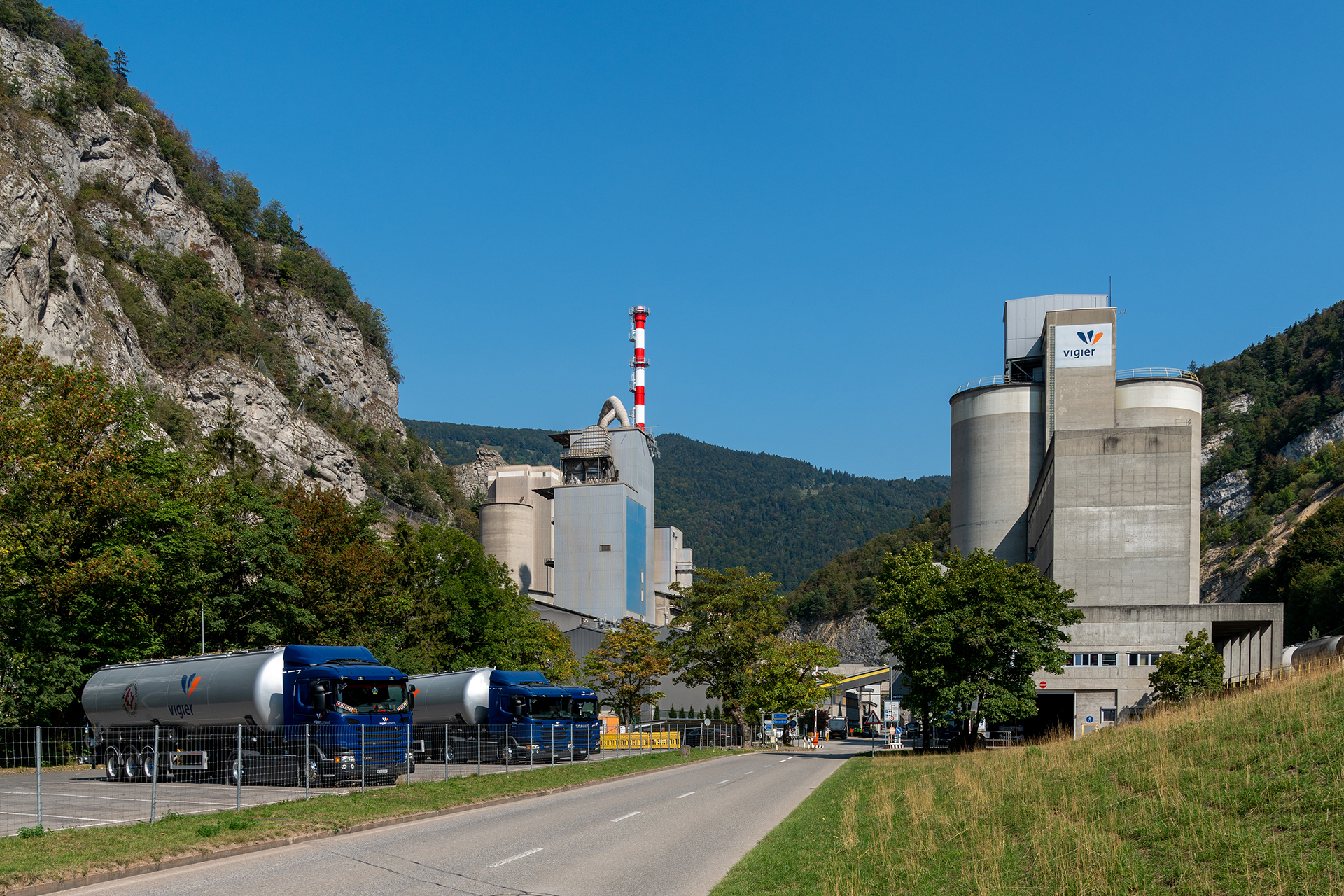
Ciments Vigier